# Masters de París 2022
El Rolex Paris Masters 2022 fue un torneo de tenis masculino que se jugó en la Accor Arena de París (Francia) desde el 31 de octubre hasta el 6 de noviembre de 2022 sobre pista dura. Correspondió a la edición número 51.ª del llamado Masters de París, patrocinado por Rolex.

## Puntos y premios en efectivo

### Distribución del Torneo
| Evento       | G    | F   | SF  | CF  | R16 | R32 | R48 | C  | C2 | C1 |
| Individuales | 1000 | 600 | 360 | 180 | 90  | 45  | 10  | 16 | 8  | 0  |
| Dobles       | 1000 | 600 | 360 | 180 | 90  | 0   | —   | —  | —  | —  |

### Premios en efectivo
| Evento       | G        | F        | SF       | CF       | R16     | R32     | R48     | C2      | C1     |
| Individuales | €836,355 | €456,720 | €249,740 | €136,225 | €72,865 | €39,070 | €21,650 | €11,090 | €5,810 |
| Dobles       | €282,960 | €147,840 | €78,140  | €43,300  | €23,760 | €13,200 | —       | —       | —      |

## Cabezas de serie
Los cabezas de serie están establecidos al ranking del 24 de octubre. Los puntos de las ATP Finals 2021 también se perderán al final del torneo y no serán reemplazados por otros resultados.

### Individuales masculino
| N.º | Rank. | Tenista               | Puntos | Puntos por defender | Puntos ganados | Nuevos puntos | Ronda hasta la que avanzó en el torneo                  |
| 1   | 1     | Carlos Alcaraz        | 6730   | 90                  | 180            | 6820          | Cuartos de final, se retiró ante Holger Rune            |
| 2   | 2     | Rafael Nadal          | 5810   | 0                   | 10             | 5820          | Segunda ronda, perdió ante Tommy Paul                   |
| 3   | 4     | Casper Ruud           | 5510   | 580                 | 90             | 5020          | Tercera ronda, perdió ante Lorenzo Musetti              |
| 4   | 3     | Daniil Medvédev       | 5655   | 1600                | 10             | 4065          | Segunda ronda, perdió ante Álex de Miñaur               |
| 5   | 5     | Stefanos Tsitsipas    | 5035   | 45                  | 360            | 5350          | Semifinales, perdió ante Novak Djokovic [6]             |
| 6   | 7     | Novak Djokovic        | 4320   | 1600                | 600            | 3320          | Final, perdió ante Holger Rune                          |
| 7   | 9     | Andrey Rublev         | 3685   | 245                 | 90             | 3530          | Tercera ronda, perdió ante Holger Rune                  |
| 8   | 8     | Félix Auger-Aliassime | 3725   | 90                  | 360            | 3995          | Semifinales, perdió ante Holger Rune                    |
| 9   | 11    | Taylor Fritz          | 3090   | 180                 | 45             | 2955          | Segunda ronda, perdió ante Gilles Simon [WC]            |
| 10  | 10    | Hubert Hurkacz        | 3220   | 360                 | 45             | 2905          | Segunda ronda, perdió ante Holger Rune                  |
| 11  | 12    | Jannik Sinner         | 2610   | 210                 | 10             | 2410          | Primera ronda, perdió ante Marc-Andrea Huesler [Q]      |
| 12  | 13    | Cameron Norrie        | 2490   | 90                  | 45             | 2445          | Segunda ronda, perdió ante Corentin Moutet [Q]          |
| 13  | 15    | Matteo Berrettini     | 2375   | 0                   | 0              | 2375          | Baja antes de la primera ronda.                         |
| 14  | 14    | Pablo Carreño         | 2450   | 45                  | 90             | 2495          | Tercera ronda, perdió ante Tommy Paul                   |
| 15  | 17    | Marin Čilić           | 2140   | 45                  | 10             | 2105          | Primera ronda, perdió ante Lorenzo Musetti              |
| 16  | 21    | Frances Tiafoe        | 1920   | 10                  | 180            | 2090          | Cuartos de final, perdió ante Félix Auger-Aliassime [8] |

#### Bajas masculinas
| Clasif | Jugador           | Puntos Antes | Puntos a defender | Puntos ganados | Puntos después | Baja debido a         |
| ------ | ----------------- | ------------ | ----------------- | -------------- | -------------- | --------------------- |
| 6      | Alexander Zverev  | 4360         | 1660              | 0              | 2700           | Lesión en el tobillo. |
| 15     | Matteo Berrettini | 2375         | 0                 | 0              | 2375           | Lesión en el pie.     |

### Dobles masculino
| Tenista                            | Ranking | Preclasificado |
| Rajeev Ram Joe Salisbury           | 3       | 1              |
| Wesley Koolhof Neal Skupski        | 7       | 2              |
| Marcelo Arévalo Jean-Julien Rojer  | 11      | 3              |
| Tim Puetz Michael Venus            | 19      | 4              |
| Marcel Granollers Horacio Zeballos | 23      | 5              |
| Juan Sebastián Cabal Robert Farah  | 28      | 6              |
| Lloyd Glasspool Harri Heliövaara   | 35      | 7              |
| Ivan Dodig Austin Krajicek         | 40      | 8              |
| Rohan Bopanna Matwé Middelkoop     | 45      | 9              |

## Campeones

### Individual masculino
Holger Rune venció a  Novak Djokovic por 3-6, 6-3, 7-5

### Dobles masculino
Wesley Koolhof /  Neal Skupski vencieron a  Ivan Dodig /  Austin Krajicek por 7-6(7-5), 6-4